# Półton
Półton – najmniejsza odległość między dwoma dźwiękami w systemie temperowanym. W praktyce – poza nielicznymi wyjątkami – jest najmniejszą odległością używaną w muzyce europejskiej. Rozmiarem odpowiada sekundzie małej lub prymie zwiększonej. Dwa półtony tworzą cały ton.
W dawniejszych systemach półtony diatoniczny i chromatyczny miały nie tylko różny zapis na pięciolinii, ale różniły się też realną odległością. Półton diatoniczny był nieco większy od chromatycznego. Miało to związek z systemem obliczania, który był podstawą tzw. systemu pitagorejskiego. Półton temperowany jest przybliżoną średnią tych dwóch półtonów.
Półton temperowany stanowi 1/12 część oktawy i jest odległością między dwoma dźwiękami, których częstotliwości podstawowe pozostają w stosunku:
{\displaystyle {\sqrt[{12}]{2}}\approx 1{,}059463.}
Pod względem notacji muzycznej półtony dzieli się na:
- półton diatoniczny – który zawiera się między kolejnymi stopniami, np. e-f, g-as i wówczas jest sekundą małą;
- półton chromatyczny – który powstaje przez alterację tego samego dźwięku za pomocą znaków chromatycznych, np. f-fis, e-es i jest prymą zwiększoną.